# Double Platinum
Double Platinum es el primer álbum recopilatorio de la banda estadounidense Kiss, lanzado en 1978. Muchas de las canciones en Double Platinum fueron remezcladas y difieren de las versiones originales.
El álbum logró la certificación de disco de platino el 16 de mayo de 1978, otorgada por la RIAA.

## Lista de canciones
1. «Strutter '78»	(3:43)
2. «Do You Love Me?» (3:32)
3. «Hard Luck Woman» (Remix) (3:23)
4. «Calling Dr. Love» (Remix) (3:20)
5. «Let Me Go, Rock 'n' Roll» (Remix) (2:15)
6. «Love Gun» (3:17)
7. «God of Thunder» (4:14)
8. «Firehouse» (Remix) (3:20)
9. «Hotter Than Hell» (3:30)
10. «I Want You» (3:02)
11. «Deuce» (Remix) (3:02)
12. «100,000 Years» (Remix) (3:24)
13. «Detroit Rock City» (Remix) (3:35)
14. «Rock Bottom/She» (Remix) (5:27)
15. «Rock and Roll All Nite» (2:48)
16. «Beth» (2:45)
17. «Makin' Love» (3:12)
18. «C'mon and Love Me» (Remix) (2:54)
19. «Cold Gin» (4:22)
20. «Black Diamond» (Remix) (4:14)

## Personal

### Kiss
- Paul Stanley – guitarra, voz
- Gene Simmons – bajo, voz
- Ace Frehley – guitarra, voz
- Peter Criss – batería, voz

### Producción
Las mezclas fueron hechas por Sean Delaney y Mike "Clay" Stone en Trident Studios, Londres, Inglaterra.

## Listas
| Álbum (1978) | Posición |
| ------------ | -------- |
| CAN          | 15       |
| JAP          | 19       |
| NZ           | 19       |
| EE. UU.      | 22       |